# Налоговая система Албании
В Албании налоги взимаются как на общенациональном, так и на муниципальном уровне. Наиболее значимыми налогами в стране являются подоходный налог, налог на социальную защиту, налог на прибыль и налог на добавленную стоимость, все из которых взимаются на государственном уровне. В стране действует своя налоговая служба (алб. Drejtoria e Përgjithshme e Tatimeve).
По состоянию на 2014 год, в Албании установлен прогрессивный подоходный налог с тремя уровнями ставки.
| Годовой доход            | Налоговая ставка |
| ------------------------ | ---------------- |
| От 0 до 30 000 лек       | 0 %              |
| От 30 000 до 130 000 лек | 13 %             |
| Свыше 130 000 лек        | 23 %             |

Ранее в Албании в 2008 году было установлено пропорциональное налогообложение в размере 10 % от годового дохода. Налог на добавленную стоимость взимается по двум различным ставкам: 20 % по стандартной ставке и 10 % по ставке на лекарственные средства.
Взносы на социальное обеспечение и медицинское страхование уплачиваются согласно занятости и уровню ежемесячного дохода и составляют от 22 000 до 95 130 албанских лек. Работники отчисляют 9,5 %, работодатели ― 15 % от своего дохода. Медицинского страхования взимается по ставке 1,7 % и для работника, и работодателя. Работающие не по найму отчисляют 23 % на социальное обеспечение и 7% на медицинское страхование.
Налог на прибыль в Албании взимается по ставке в 15 %. Предприятия с оборотом менее 8 млн. лек освобождаются от налога на прибыль. Предприятие платит налоги в том случае, когда компания была основана в Албании, имеет постоянное учреждение в стране или же при условии, что в государстве осуществляется контроль над предприятием.